# Hohes Haus (Greetsiel)

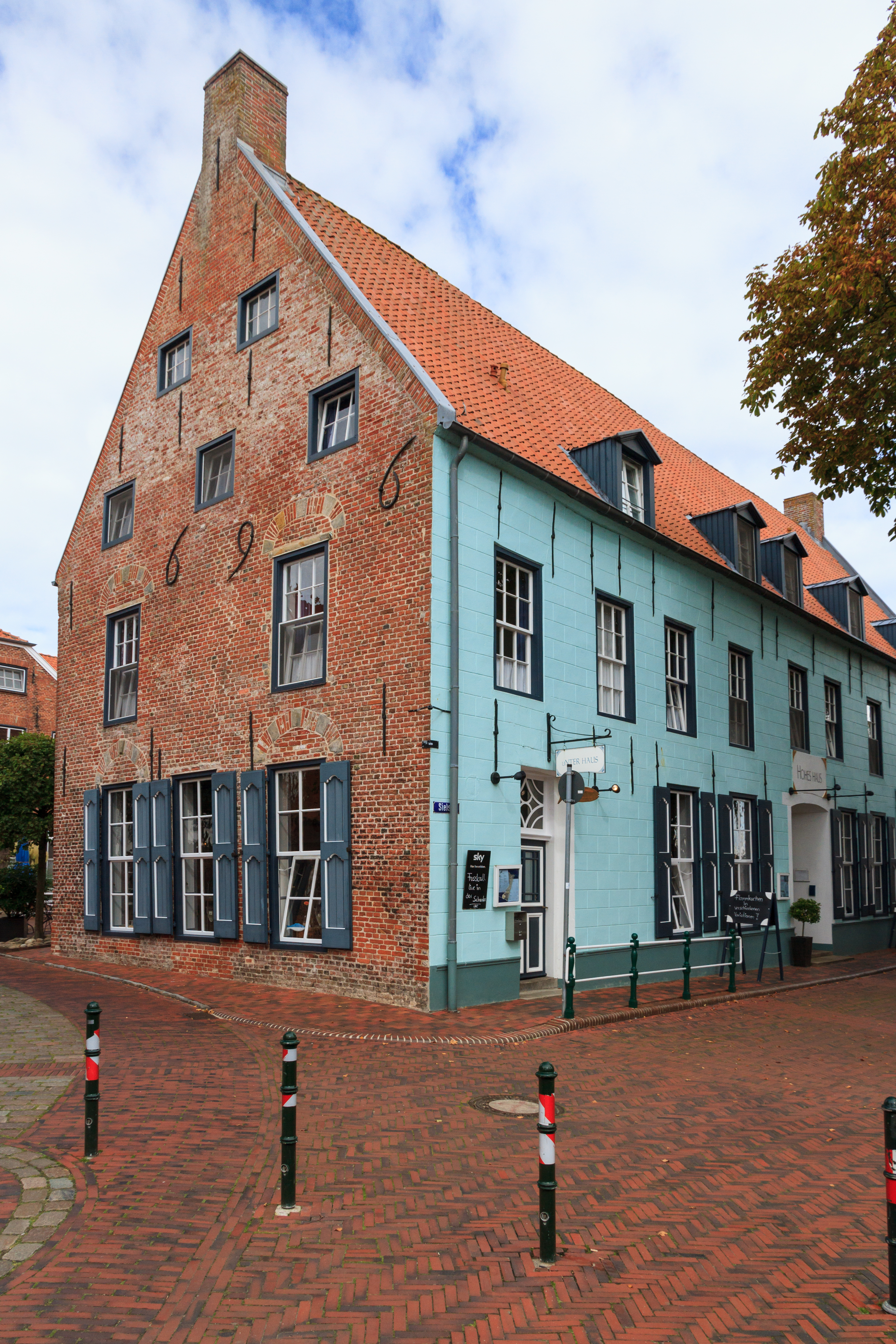
Das Hohe Haus

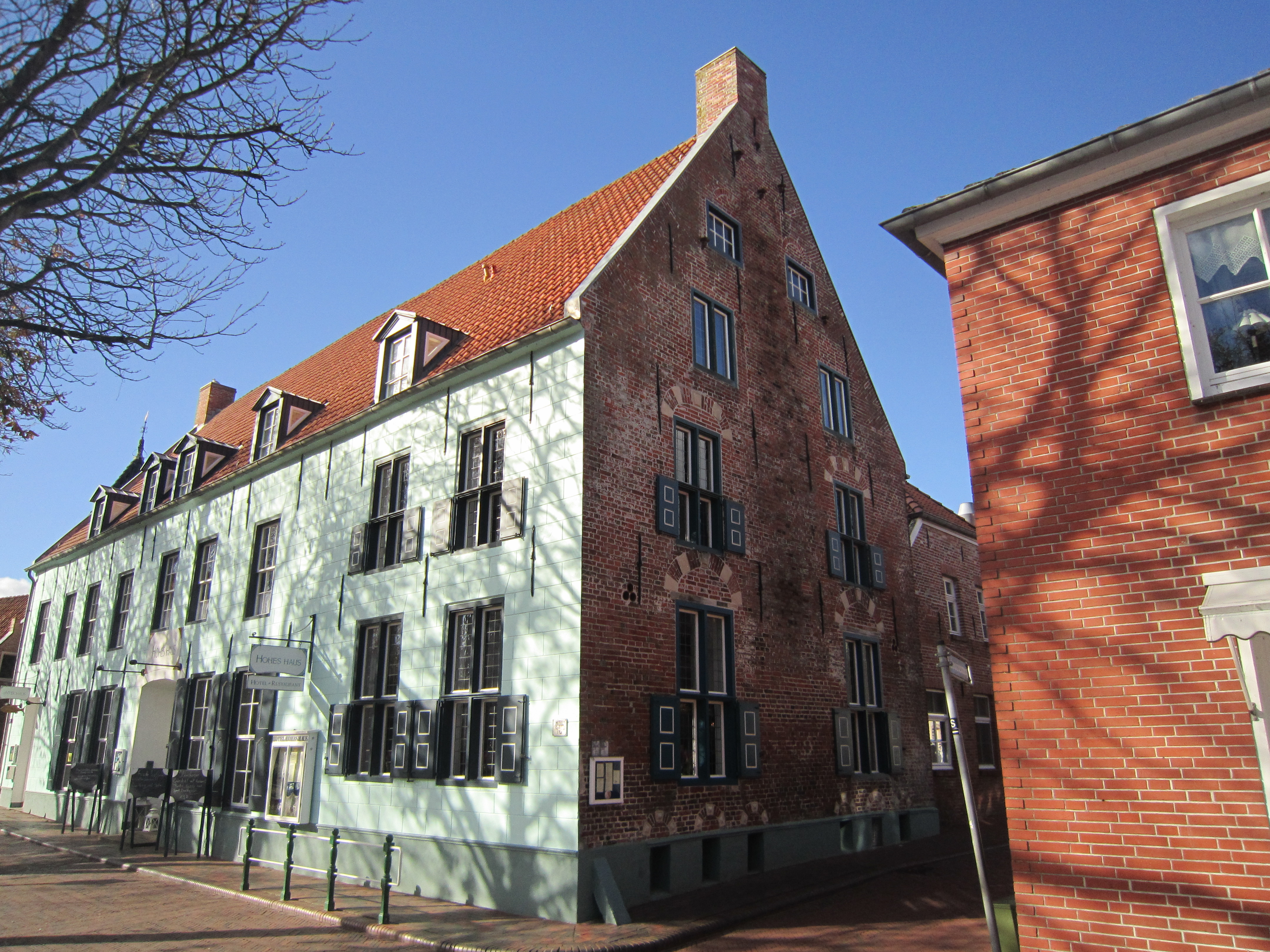
Seitenansicht mit den originalen Kellerfenstern und der Upkammer

Das Hohe Haus ist ein „prachtvoller zweigeschossiger Backsteinbau mit Putzfassade in Quader-Imitation“ in Greetsiel. An seiner Westseite verfügt das Gebäude über originale Kellerfenster und eine sogenannte Upkammer, ein Raum im Wohntrakt, der wegen eines darunter liegenden, halb oberirdischen Kellers höher angeordnet ist als die übrigen Zimmer. Das Gebäude steht unter Denkmalschutz.

## Geschichte
Das „stattliche, langgestreckte Haus“ wird durch die Ankerziffern auf das Jahr 1696 datiert. Es wurde als Sitz des Rentamts der seinerzeit auf der anderen Seite des Tiefs stehenden ehemaligen Burg Greetsiel erbaut. In seinem Inneren verfügt es über ein repräsentatives Treppenhaus und im Obergeschoss über für die damalige Zeit großzügige Zimmerfluchten. Nach dem Verlust seiner Funktion als Rentamt dient es seit etwa 150 Jahren als Gasthof. Nach umfangreichen Restaurierungsarbeiten wurde es 1995 als Hotel wiedereröffnet.